# Rappels
 (juillet 2020).
Albums de Téléphone
Téléphone le live
(1986) Téléphone - L'intégrale
(1993)
Rappels est une compilation du groupe Téléphone, sortie en 1991. Elle rencontre un très grand succès à sa sortie et est considérée comme un best of du groupe.
Elle est rééditée en 1996 pour les vingt ans du groupe avec une nouvelle pochette et une chanson inédite, Tout ça c'est du cinéma, enregistrée durant les sessions de l'album Au coeur de la nuit en 1980 et achevée avec un nouveau chant en 1996.
Les deux éditions de la compilation ne seront plus éditées par la suite à partir de la réédition discographique de 2006.

## Liste des titres
1. Tout ça c'est du cinéma (Inédit paru dans la réédition Best of en 1996) (3:50)
2. La Bombe Humaine (Live) (3:57)
3. Hygiaphone (2:52)
4. Argent trop cher (4:56)
5. Crache ton venin (4:56)
6. Au cœur de la nuit (3:29)
7. Dure limite (4:36)
8. Ça, c'est vraiment toi (4:05)
9. Un autre monde (4:29)
10. Oublie ça (4:10)
11. New York avec toi (2:20)
12. Electric Cité (4:01)
13. Jour contre jour (3:37)
14. Le chat (4:54)
15. Le jour s'est levé (4:47)
16. Cendrillon (Live)  (4:36)